# Prisons SC
Maillots
Actualités
Le Prisons SC est un club de football tanzanien basé à Mbeya.

## Palmarès
- Championnat de Tanzanie de football (1)
  - Vainqueur : 1999

- Coupe de Tanzanie de football
  - Finaliste : 1998